# Nglampin
Nglampin is een bestuurslaag in het regentschap Bojonegoro van de provincie Oost-Java, Indonesië. Nglampin telt 2399 inwoners (volkstelling 2010).